# Let It Burn Records
Let it Burn Records ist ein deutsches Independent-/Underground-Plattenlabel mit Sitz in München, das hauptsächlich Hardcore-Punk, Metalcore und Emocore/Screamo-Bands unter Vertrag hat. Es wurde 2000 von Christoph Zehetleitner und Daniel Nagel gegründet und wird seit 2003 von Christoph Zehetleitner allein betrieben.
2007 wurde das Label um die Let it Burn Agency erweitert, eine Künstleragentur, die sich auf die Bereiche Management, Consulting und Promotion konzentriert.
Ende 2010 gründete Christoph Zehetleitner das Sublabel Acuity.Music, über das neben allen Let it Burn Records Veröffentlichungen auch Alben anderer Künstler als Downloads veröffentlicht werden. Den Vertrieb für Acuity.Music übernimmt die Independent Online Distribution Alliance (IODA).

## Bands
- A Traitor Like Judas
- Anchor
- Bear
- Final Prayer
- Poison My Blood
- Storm & Stress
- Storyteller
- Showyourteeth
- The Haverbrook Disaster
- The New Recruits (Nebenprojekt von BoySetsFire-Mitgliedern)
- The Southern Oracle
- Till We Drop

## Bekannte ehemalige Bands
- Arma Angelus (Vorläufer von Fall Out Boy und Rise Against)
- Awoken
- Benümb
- Bridge to Solace
- Black Friday 29
- Crisis Never Ends
- Deathspirit (Ex-Paint the Town Red)
- Dark Day Dungeon
- Fear My Thoughts
- Goldust
- High Hopes
- Kersey
- Marathonmann
- Miscreants (Ex-Shai Hulud)
- Premonitions of War
- Saving Throw
- Scars of Tomorrow
- Sirens
- Solid Ground
- To Kill
- Today We Rise
- Teamkiller
- The Cassidy Scenario
- Red Tape Parade
- Under Siege
- Zero Mentality